# Erwerbung (Bibliothek)
Die Erwerbung oder Akzession (von lateinisch accessio ‚das Hinzukommen‘) ist ein Arbeitsvorgang in Bibliotheken. Er besteht aus verschiedenen Tätigkeiten, die der Erwerbung neuer Publikationen dienen.
Die Erwerbung von neuen Publikationen dient dem Auf- oder Ausbau des Bibliotheksbestands einer Bibliothek. Die deutschen Bibliotheken haben 2012 rund 399 Millionen Euro für die Erwerbung ausgegeben. In kleineren Bibliotheken wird die Erwerbung oft von einem einzigen Bibliothekar durchgeführt oder nur nebenbei mitbetreut, in größeren hingegen besteht meist eine eigene Erwerbungsabteilung. Nach der abgeschlossenen Erwerbung werden die neuen Publikationen im nächsten Schritt, der Katalogisierung, in den Bibliothekskatalog eingetragen, bevor sie schließlich für Bibliotheksbenutzer entleihbar werden. Der gegenteilige Vorgang zur Erwerbung, bei dem überflüssige Medien ausgesondert werden, ist die Deakzession. Erwerbung und Deakzession werden zusammen gelegentlich als Bestandsaufbau, Bestandsmanagement oder Bestandsentwicklung bezeichnet.
Im Rahmen der Erwerbung wird der Bibliotheksbestand nicht nur durch Ankäufe vergrößert, sondern auch durch Pflichtexemplare, Schenkung, Tausch und Lizenzierung. Daneben gelangen Bibliotheken auch durch die Mitgliedschaft bei Vereinen kostenlos an die Publikationen dieser Vereine. Um auch seltene Bücher einmal pro Staat verfügbar zu machen, arbeiten Bibliotheken in Erwerbungskooperationen zusammen.

## Statistiken
Laut Deutscher Bibliotheksstatistik haben die 8200 deutschen Bibliotheken im Jahr 2012 etwa 399 Millionen Euro für Erwerbung ausgegeben. Davon entfielen rund 300 Millionen auf die knapp 250 wissenschaftlichen und etwa 100 Millionen auf die knapp 8000 öffentlichen Bibliotheken. Im Jahr 2000 gaben rund 9700 Bibliotheken etwa 322 Millionen aus, 2010 rund 8500 Bibliotheken etwa 393 Millionen. In Österreich gaben 2012 rund 30 der wissenschaftlichen Bibliotheken des Landes etwa 42 Millionen Euro für die Erwerbung aus.

## Arten der Erwerbung
Alle Publikationen, die eine Bibliothek erhält, durchlaufen die für die Erwerbung zuständige Abteilung. Dabei kann eine Bibliothek auf verschiedene Weisen zu neuen Publikationen gelangen.
Kauf
Der Kauf ist die mit Abstand verbreitetste Art, neue Publikationen zu erwerben. Diese werden meist bei Händlern (etwa Buchhändlern) gekauft, manchmal auch direkt beim Verlag oder Herausgeber. Als Buchhändler für Bibliotheken kommen ortsansässige Sortimentsbuchhandlungen genauso in Frage, wie – für Bücher aus einem bestimmten Land – spezialisierte Importbuchhandlungen. Eine größere Rolle spielen heute aber Firmen, die sich auf die Belieferung von Bibliotheken spezialisiert haben. Diese Bibliothekslieferanten liefern bei Bedarf auch Informationen über die internationalen Neuerscheinungen. Bei Internet-Buchhändlern wird aufgrund verlangter Vorauszahlung oder Kreditkartenzahlung seltener eingekauft. Größere Bibliotheken führen fortlaufende Zeitschriften. Für deren Beschaffung werden internationale Zeitschriftenagenturen beauftragt, die die Kommunikation mit den Zeitschriftenverlagen übernehmen (Zahlungsverkehr, Reklamationen). Graue Literatur wird entweder direkt beim Herausgeber bestellt oder bei darauf spezialisierten Buchhändlern. Öffentliche Bibliotheken bestellen oft bei der ekz.bibliotheksservice GmbH, die über einen daran angepassten Lagerbestand verfügt. Bücher, die nicht mehr im Handel erhältlich sind, können bei Antiquariaten gekauft werden, deren Angebot oft über spezielle Internetportale (wie etwa das Zentrale Verzeichnis Antiquarischer Bücher) eingesehen werden kann.
Aufgrund der gesetzlich festgeschriebenen Buchpreisbindung (etwa in Deutschland und Österreich) dürfen Bücher normalerweise nicht unter einem vom Verlag festzusetzenden Preis verkauft werden. Bibliotheksrabatte bilden eine Ausnahme, bei der der Verlag die Erlaubnis erteilt und der Buchhändler der Bibliothek selbst zu finanzierende Rabatte von etwa 5 bis 10 % gewährt. Eine weitere Möglichkeit, um etwa 10 bis 15 % billiger einzukaufen, ist die Subskription. Hierbei muss die Bibliothek die Publikation schon vor ihrem Erscheinen vorbestellen.
Pflichtexemplar
In Deutschland und Österreich muss der Medieninhaber (bzw. Hersteller) jedes erschienenen (bzw. hergestellten) Medienwerks eine bestimmte Anzahl an kostenlosen Pflichtexemplaren an gesetzlich dazu bestimmte Bibliotheken (meist National-, Staats-, Landes- oder Regionalbibliotheken) abliefern. So wird sichergestellt, dass die gesamte Medienproduktion einer Region gesammelt wird.
Tausch
Beim Tausch entfällt jeglicher Zahlungsverkehr. Eine Bibliotheken kann zum Beispiel dann Schriften mit einer anderen Bibliothek tauschen, wenn sie über eintauschbare Dubletten verfügt oder Veröffentlichungen, beispielsweise von Vereinen, zum Schriftentausch zur Verfügung gestellt bekommt. Auch Hochschulschriften und besonders Publikationen der Bibliothek selbst werden eingetauscht.
Schenkung
Geschenke können von Privatpersonen, Verlagen, Vereinen und Autoren kommen oder geerbt werden. Da der Bibliothek auch durch geschenkte Publikationen – etwa in der Eingangsbearbeitung – Kosten entstehen, werden Schenkungen vor der Annahme geprüft. Schenkungen werden abgelehnt, falls die Publikationen bereits vorliegen, nicht in das Erwerbungsprofil der Bibliothek passen, bereits in schlechtem Zustand sind oder die Schenkung mit unerwünschten Auflagen verknüpft ist. Es kommt auch vor, dass Bibliotheken selbst um Geschenke anfragen, etwa wenn das betreffende Werk nicht im Buchhandel erhältlich ist (beispielsweise Publikationen von Behörden, Firmen, Institutionen oder Vereinen).
Lizenzierung
Einige elektronische Medien wie E-Books, elektronische Zeitschriften oder Datenbanken werden von den Anbietern nicht an die Bibliothek verkauft. Die Eigentumsrechte bleiben beim Anbieter, die Bibliothek erwirbt durch einen Lizenzvertrag nur ein Nutzungsrecht. Die Vertragsbedingungen werden verhandelt und können stark unterschiedlich sein. So wird festgelegt, ob etwa alle registrierten oder auch unregistrierte Bibliotheksbenutzer Zugriff haben; ob nur innerhalb der Bibliothek Zugriffe möglich sind, oder über das Internet von überall aus; wie viele Benutzer gleichzeitig zugreifen können; ob die elektronischen Medien von Benutzern gespeichert und ausgedruckt werden können.

## Zuständige Bibliothekare und Bibliotheksabteilungen
Für die Erwerbung zuständig sind meist dazu ausgebildete Bibliothekare. In kleineren Bibliotheken kann eine Abteilung sowohl für die Erwerbung wie auch die Erschließung zuständig sein, in größeren Bibliotheken besteht für den Erwerb meist eine eigene Abteilung zuständig (oft als „Erwerbungsabteilung“ oder „Akzessionsabteilung“ benannt). In besonders großen Bibliotheken gibt es für den Erwerb sogar mehrere Abteilungen, etwa eine eigene „Bestellabteilung“, eine „Monographienakzession“, eine „Zeitschriftenakzession“, eine „Tausch- und Geschenkstelle“ und eventuell auch eine eigene „Pflichtexemplarstelle“.

## Anfallende Tätigkeiten
Innerhalb einer Erwerbungsabteilung werden unterschiedliche Tätigkeiten durchgeführt. Zu Beginn muss eine Auswahl unter den verfügbaren Publikationen getroffen werden, anschließend die Bestellung der ausgewählten Medien vorbereitet werden (Vorakzession). Als drittes wird – sofern die betreffende Bibliothek über ein entsprechendes System verfügt – die Bestellung katalogisiert (Bestellkatalogisierung). Anschließend erfolgen die Bestellung (einschließlich Zugangskontrolle und allfälligen Mahnungen) sowie die Verwaltung der Bestellung (Bestellverwaltung). Nach der Lieferung der Publikation wird die Zugangsbearbeitung durchgeführt (Akzessionierung), abschließend die Rechnungsbearbeitung.

### Auswahl der anzuschaffenden Publikationen
Zu Beginn des Erwerbsvorganges muss der zuständige Bibliothekar entscheiden, welche Medien aus der unüberschaubaren Flut an weltweiten Publikationen (jährlich über eine Million Buch-Neuerscheinungen) zur Anschaffung ausgewählt werden. Diese Entscheidung basiert nicht selten auf vorgegebenen Regelungen, die bereits ungefähr oder genau bestimmen, welche Publikationen anzuschaffen sind. In manchen Bibliotheken regelt ein Erwerbungsprofil sehr detailliert, welche Fachgebiete, Literaturarten, Publikationsformen und Sprachen wie stark berücksichtigt werden sollen. Bei Pflichtexemplaren, Schenkungen und beim Schriftentausch entfällt die Auswahl; abgeändert findet sie bei Anschaffungsvorschlägen von Bibliotheksbenutzern statt.
Die Auswahl kann auch teilweise oder ganz an Privatunternehmen abgegeben werden (Outsourcing). Etwa kann die Bibliothek einen Approval Plan erstellen, in dem sie ihr genaues Erwerbungsprofil darstellt, und bekommt vom Anbieter die zum Profil passenden Neuerscheinungen zugeschickt. Auch können statt einzelner Publikationen gleich ganze Abonnements ausgewählt werden, beispielsweise für die momentanen Bestseller. Im Rahmen der sogenannten Standing Order können ganze Verlagsprogramme oder Schriftenreihen auf Dauer bestellt werden.
| Einige Auswahlkriterien |
| --- |
| - Erwerbungsprofil der Bibliothek - Qualität der Publikation - Aktuelle Bedeutung der Publikation - erwartbarer zukünftiger Wert der Publikation - Anschaffungsbudget der Bibliothek |

Auswahlkriterien
Bei der Auswahl müssen bestimmte Kriterien beachtet werden, die mitentscheiden, welche Publikationen die jeweilige Bibliothek zur Anschaffung auswählen soll. Die wichtigsten Kriterien sind die Aufgaben und Pläne, die die jeweilige Bibliothek erfüllen soll sowie die Erwartungen ihrer Benutzer, die beispielsweise über Nutzungsstatistiken ermittelbar sind. Für unterschiedliche Bibliothekstypen gelten oft stark unterschiedliche Kriterien, so etwa für Öffentliche Bibliotheken und für Wissenschaftliche Bibliotheken oder für Universalbibliotheken und Fachbibliotheken. Weitere Kriterien sind die Qualität, die aktuelle Bedeutung, der erwartbare zukünftige Wert der anzuschaffenden Publikation und das für Ankäufe bereitgestellte Budget der Bibliothek. In kleineren Bibliotheken ist meist der Leiter für die Auswahl zuständig, in größeren sind es mehrere Bibliothekare.
| Hilfsmittel zur Sichtung |
| --- |
| - Nationalbibliografien - Regionalbibliographien - Allgemein- und Fachbibliografien - Neuerscheinungsdienste - Veröffentlichungen des Buchhandels (etwa das Börsenblatt) - Rezensionen - Verlags- und Antiquariatskataloge - Verlagsprospekte |

Sichtung des Publikationsangebots
Zur Auswahl der anzuschaffenden Publikationen sichten Bibliothekare die weltweite Buchproduktion. Da diese für einen Überblick zu umfangreich ist, wird sie nur ausschnitthaft und mittels verschiedener Hilfsmittel gesichtet. Das wichtigste Hilfsmittel sind Bibliographien. Resultat der Sichtung ist eine vorläufige Vorauswahl zu erwerbender Publikationen.
Eine umfangreiche und internationale Sichtung können sich nur große Universalbibliotheken leisten, Fachbibliotheken sichten naturgemäß nur ihren Fachbereich. Öffentliche Bibliotheken betreiben meist keine eigene Sichtung, da ihnen spezielle Auswahllisten und Besprechungsdienste zur Verfügung stehen (in Deutschland etwa die verschiedenen, durch die Lektoratskooperation erstellten und vom ekz.bibliotheksservice herausgegebenen Besprechungsdienste). Diese Listen und Dienste schlagen bereits nur solche Publikationen vor, die für Öffentliche Bibliotheken in Frage kommen. 
Begutachtung von in Betracht gezogenen Publikationen
Nach oder bereits während der Sichtung des Publikationsangebots wird der Inhalt der Publikationen geprüft, die es in die Vorauswahl geschafft haben. Dazu genügt meist schon die Begutachtung des Preises und der bibliographischen Daten (Autor, Titel, Verlag, Auflage usw.), die sich in den Bestellunterlagen finden: ist der Autor bekannt? Welches Thema lässt der Titel vermuten? Ist das Buch bei einem renommierten Verlag erschienen? Die Beurteilung aufgrund von bibliographischen Daten erfordert ein hohes Maß an Erfahrung. Außer dem Preis und den bibliographischen Daten können auch Rezensionen, also Beurteilungen von Fachleuten, herangezogen werden. Diese erscheinen in speziellen Besprechungsdiensten, Rezensionsjournalen, bibliothekarischen Zeitschriften, Fachzeitschriften, Zeitungen sowie auf Websites des Online-Buchhandels. Wenn nötig, kann beim Buchhändler auch ein Ansichtsexemplar mir Rückgaberecht bestellt werden, um das Werk vom Bibliothekar genauer prüfen zu lassen.
In öffentlichen Bibliotheken werden Sichtung und Begutachtung auch als Lektoratsarbeiten bezeichnet. In öffentlichen Bibliotheken großer Städte kann das Lektorat auf mehrere Beschäftigte aufgeteilt sein, die jeweils ein Gebiet betreuen (etwa Naturwissenschaften, Geisteswissenschaften etc.). Auch in wissenschaftlichen Bibliotheken wird die Auswahl oft auf mehrere Fachreferate aufgeteilt, die verschiedene Bereiche betreuen. An Universitätsbibliotheken können Lehrende und Forschende auf die Auswahl Einfluss ausüben.
Kaufentscheidung
Die endgültige Kaufentscheidung wird entweder von den Bibliothekaren getroffen, die bereits die Sichtung und Begutachtung durchgeführt haben, oder vom Leiter der Erwerbsabteilung oder vom Bibliotheksleiter. Hierbei wird auch entschieden, wie viele Exemplare einer Publikation angeschafft werden. Mehrfachexemplare („gestaffelte“ Anschaffung) werden nur bei viel gefragten Publikationen bestellt, vorwiegend von Öffentlichen Bibliotheken (wo rund 20 bis 30 % des Bestands Mehrstücke sind) und Lehrbuchsammlungen (wo bis zu 50 Exemplare einzelner Lehrbücher entleihbar sind). Über die Anschaffung besonders teurer Publikationen kann in Kaufsitzungen beraten werden.
An öffentlichen Bibliotheken werden Begutachtung und Kaufentscheidung meist in der zentralen Zweigstelle durchgeführt. Die Möglichkeiten der Einflussnahme durch kleinere Zweigstellen sind in manchen Fällen gering, in anderen größer.

### Vorakzession
Hat sich eine Bibliothek für den Kauf einer Publikation entschieden, wird routinemäßig überprüft, ob man die Publikation bereits in einer anderen Ausgabe, Sprache etc. besitzt, ob man sie bereits bestellt hat und ob sie ohnehin als Tausch- oder Pflichtexemplar zu erwarten ist (Dublettenprüfung). Nach der Dublettenprüfung müssen die Bestelldaten überprüft werden, um zu verhindern, dass eine falsche Publikation bestellt wird oder die Bestelldaten dem Buchhändler zu ungenau sind. Dazu sind gegebenenfalls sämtliche bibliographische Daten zu ermitteln (korrekter Autorenname, ISBN usw.), am besten in einschlägigen Buchhandels- und Verlagsverzeichnissen.

### Bestellkatalogisierung
Eine Bestellkatalogisierung kann nur von Bibliotheken durchgeführt werden, die mit einem integrierten Bibliothekssystem arbeiten. Dabei wird die bestellte Publikation bereits vor ihrem Eintreffen in den Bibliothekskatalog aufgenommen. Der Titel ist danach, etwa im OPAC, für Benutzer auffindbar und trägt den Vermerk „bestellt“. Da die Publikation bei der Bestellkatalogisierung noch nicht vorliegt und keine Autopsie durchgeführt werden kann, ist das provisorische Bestellkatalogisat (Kurztitelaufnahme) meist unvollständig, manchmal fehlerhaft und wird erst nach der Lieferung zum endgültigen Katalogisat (Volltitelaufnahme) erweitert. Die für das Bestellkatalogisat benötigten Daten können – sofern vorhanden – aus Katalogen anderer Bibliotheken übernommen werden.

### Bestellung
Vor dem Abschicken der Bestellung muss die Bibliothek einen Buchhändler und einen Typ der Bestellung (Einzelkauf, Abonnement, Ansichtsexemplar) auswählen. Um den Geschäftsverkehr zwischen Bibliotheken und Buchhandel zu erleichtern, sind etliche „Empfehlungen“ publiziert worden, etwa die Empfehlungen für den Geschäftsverkehr zwischen wissenschaftlichen Bibliotheken und Buchhandel. Hier wird beispielsweise vorgeschlagen, welche Angaben eine Bestellung enthalten sollte. Die Bestellung wird oft über spezielle Formulare abgewickelt, die per Post oder online versandt werden; zunehmend wendet man allerdings schon die automatisierte Bestellung an, bei der die Bestellung automatisch erzeugt und in einem branchenübergreifenden Standardformat wie EDIFACT an den Händler geschickt wird. Darüber hinaus wird jede Bestellung samt voraussichtlichen Kosten in die Bestellstatistik, allfällige Lieferanten- und Bestellkarteien eingetragen.

### Bestellverwaltung
Die Bestellverwaltung geschieht nach der Bestellung und vor der Lieferung, also während die Bestellung „offen“ ist. Die Bestellungen werden – heute meist automatisch – überwacht und, wenn nach Fristablauf keine Lieferung erfolgt ist, angemahnt reklamiert. Zweitens können in diesem Zeitraum Meldungen des Buchhändlers eintreffen, etwa dass ein Buch vergriffen und daher nicht lieferbar ist; aber auch Rückfragen, etwa ob ein Buch auch geliefert werden soll, obwohl der Preis erhöht wurde. Drittens kann die Bibliothek fristgerecht die Bestellung wieder abbestellen (Stornierung) oder umbestellen (Stornierung mit einer Neubestellung).

### Zugangsbearbeitung
Als Zugangsbearbeitung oder Akzessionierung fasst man die Tätigkeiten ab dem Eintreffen der Bestellung zusammen. Der Lieferung können eine Rechnung oder ein Lieferschein beiliegen. Die dortigen Angaben müssen mit der tatsächlichen Lieferung verglichen werden, nötigenfalls erfolgt eine Reklamation. Der nächste Schritt ist für öffentliche Bibliotheken haushaltsrechtlich vorgeschrieben. Jede Erwerbung wird mit Angabe des Zeitpunkts und der verwendeten Haushaltsmittel inventarisiert und erhält eine Zugangs- oder Akzessionsnummer. Falls ein integriertes Bibliothekssystem verwendet wird, wird die Lieferung als Nächstes in die Datenbank eingetragen, wonach sich im OPAC der Vermerk „bestellt“ auf „in Bearbeitung“ oder Ähnliches umstellt. Falls kein solches System verwendet wird, werden die neuen Publikationen nun in ein Interimsverzeichnis eingetragen. Dies erfolgt, da sie nun nicht mehr im Verzeichnis der bestellten und noch nicht im Katalog zu finden sind und daher noch einmal bestellt werden könnten. In Deutschland verlangt die Deutsche Bibliotheksstatistik darüber hinaus, dass zur Erstellung der Erwerbungsstatistik bestimmte Angaben der neuen Publikationen (Preis, Erwerbungsart, Wissenschaftsgebiet usw.) festgehalten werden. Zusätzlich können verschiedene bibliotheksinterne Statistiken geführt werden, etwa zum bereits verwendeten und noch verfügbaren Jahresbudget. Fortsetzungswerke, Periodika und Schriftenreihen kommen nicht in einer Lieferung an, weshalb jeder gelieferte Band verbucht wird. Dies geschieht üblicherweise in einem eigenen sogenannten Fortsetzungsnachweis.

### Rechnungsbearbeitung
Enthält die Rechnung die vom Umsatzsteuerrecht vorgeschriebenen Angaben (Lieferant, Rechnungsnummer, Entgelt nach Steuersätzen etc.), wird noch die Richtigkeit der Rechnung überprüft und vom zuständigen Bearbeiter durch eine Unterschrift bestätigt. Anschließend geht die Rechnung zur Bezahlung an die entsprechende Abteilung der Bibliothek weiter.

## Erwerbungskooperation
Um zu gewährleisten, dass möglichst jede wissenschaftliche Publikation in wenigstens einer Bibliothek vorhanden ist, stimmen die Bibliotheken eines Staats oder einer Region ihre Erwerbung aufeinander ab. Über die Fernleihe ist dann jede dieser Publikationen auch über diejenigen Bibliotheken verfügbar, die nicht im Besitz der Publikation sind.
Die Deutsche Forschungsgemeinschaft hat dazu 1949 einen Sondersammelgebietsplan entwickelt und fördert seither die Organisation von Sondersammelgebieten der deutschen Bibliotheken. Beispielsweise bilden den Sammelschwerpunkt der Deutschen Zentralbibliothek für Medizin in Köln die sämtliche internationale Publikationen des Faches Medizin. Ein weiteres Beispiel für eine deutsche Erwerbungskooperation ist die Sammlung Deutscher Drucke. Einen regionalen Zusammenschluss von 25 Großstadtbibliotheken gibt es etwa in Nordrhein-Westfalen.
Eine noch junge Art von Erwerbungskooperation bilden Kooperationen für die gemeinsame Erwerbung von Lizenzen für elektronische Medien.

## Rechtliche Rahmenbedingungen
Bei den Erwerbungsarten Kauf, Tausch und Schenkung erwirbt die Bibliothek Eigentum. Hierbei sind die entsprechenden zivilrechtlichen Bestimmungen zu beachten, die ganz allgemein den Erwerb von Eigentum regeln. Die gesetzlich vorgeschriebene Abgabe von Pflichtexemplaren ist hingegen Sache des öffentlichen Rechts.